# Джовани I (Монферат)
Вижте пояснителната страница за други личности с името Джовани.
Джовани I (на италиански: Giovanni I del Monferrato, Giovanni I degli Aleramici, * ок. 1275, † 1305) е последният от род Алерамичи маркграф на Монферат от 1292 г. до смъртта си.
Той е единствен син на Вилхелм VII Велики († 1292) и третата му съпруга принцеса Беатрис Кастилска († 1280), дъщеря на крал Алфонсо X от Кастилия. По-голямата му сестра Йоланда (Ирина) († 1317) е от 1284 г. съпруга на византийския император Андроник II Палеолог.
Той наследява баща си през 1292 г. под регентството на роднината му Томас I († 1296), маркграф на Салуцо.
Джовани I се жени на 23 март 1296 г. за Маргарита Савойска (1280-1339), дъщеря на граф Амадей V Савойски и първата му съпруга Сибила де Боже. Те нямат деца.
Джовани е погребан в манастир Санта Мария ди Лучедио в Трино, провинция Верчели. Наследен е от чичо му по майчина линия Теодоро I Палеолог.